# Кристенсен, Парли
Парли Паркер Кристенсен (англ. Parley Parker Christensen; 19 июля 1869 — 10 февраля 1954) — американский юрист и политик, член городского совета Лос-Анджелеса, член Палаты представителей штата Юта и кандидат в президенты от Фермерско-рабочей партии на президентских выборах 1920 года. Кристенсен был членом нескольких второстепенных партий и председателем Прогрессивной партии Иллинойса.

## Биография
Кристенсен родился 19 июля 1869 года в Уэстоне в штате Айдахо в семье Питера и Софии М. Кристенсен, которые вскоре переехали в Ньютон в Юте. В 1890 году Парли окончил Университет Дезерета, а в 1897 году он окончил юридический факультет Корнеллского университета и занимался юридической практикой в Солт-Лейк-Сити.
С 1892 по 1895 год он был суперинтендантом школ в округе Туэле. В 1895 году Кристенсен был секретарем конституционного съезда Юты, который разработал конституцию штата для представления в Конгресс. В конце 1890-х годов он был городским прокурором Грантсвилля, а в 1900 году был избран окружным прокурором округа Солт-Лейк. С 1900 по 1904 год Кристенсен был работал в Республиканской партии Юты и даже был её председателем. В 1902 году он потерпел поражение на выборах на пост окружного прокурора, но в 1904 году снова был избран на эту должность. Кристенсен безуспешно пытался выдвинуться от республиканцев в Палату представителей в 1906, 1908 и 1910 годах против действующего конгрессмена Джозефа Хауэлла.
С 1901 по 1906 год Кристенсен был прокурором округа Солт-Лейк. В 1906 году его вызвали в окружной суд, чтобы он дал объяснения, почему он бы не одобрил выдачу ордера на арест Джозефа Филдинга Смита, президента Церкви Иисуса Христа Святых последних дней, «по обвинению в поддержании незаконных отношений с одной из его пяти жён». С 1910 по 1912 год он был членом Палаты представителей Юты как республиканец. В 1912 Кристенсен присоединился к Прогрессивной партии Теодора Рузвельта и баллотировался на переизбрание как её кандидат, но проиграл. Спустя два года спустя он вернулся в Палату представителей Юты и отработал там ещё один срок.
В период с 1915 по 1920 год Кристенсен всё больше вовлекался в деятельность различных левых и рабочих групп в Юте. В 1919 году он помог организовать Рабочую партию штата и защищал нескольких радикалов, заключённых в Форт-Дуглас по обвинению в противодействии участию США в Первой мировой войне. Он был президентом Лиги народного правительства, созданной в 1916 году, которая выступала за продвижение прямой демократии.
В июне 1920 года Кристенсен был делегатом на чикагском совместном съезде Рабочей партии США и прогрессивного Комитета сорока восьми, лидеры которых надеялись объединиться и выдвинуть совместного кандидата в президенты. В результате была создана Фермерско-рабочая партия, а Кристенсен стал её кандидатом в президенты. Он проводил кампанию за национализацию железных дорог и коммунальных предприятий, восьмичасовой рабочий день, создание федерального министерства образования и отмену законов о шпионаже и подстрекательстве к мятежу. Также Кристенсен выступил за освобождение кандидата от социалистов Юджина Дебса из тюрьмы, в которой он находился за выступление против участия США в первой мировой войне. На выборах Кристенсен получил 265 411 голосов в девятнадцати штатах; он добился наибольшего успеха в Вашингтоне и Южной Дакоте, где он был близок к тому, чтобы обойти кандидата от Демократической партии Джеймса Кокса.
После съезда Кристенсен остался в Чикаго и стал председателем Прогрессивной партии Иллинойса и ее неудачным кандидатом на пост сенатора США в 1926 году. В 1931 году он переехал в Лос-Анджелес. Кристенсен присоединился к движению «Покончим с бедностью в Калифорнии», организованному писателем Эптоном Синклером и Утопическим обществом. Кристенсен смог выиграть место в городском совете Лос-Анджелеса в 1935 году при поддержке движения. Он занимал это место в течение двух лет, но не баллотировался на переизбрание в 1937 году. В 1939 году он вернулся в совет и занимал этот пост до 1949 года, когда потерпел поражение от Эдварда Ройбала.
В 1936 году Кристенсен баллотировался в Конгресс против действующего демократа Чарльза Крамера, но потерпел поражение на предварительных выборах со счетом 57% против 30%. Политик умер в возрасте 84 лет 9 февраля 1954 года в больнице «Королева Ангелов» в Лос-Анджелесе.